# Rakowiec (rejon bohorodczański)
Rakowiec (ukr. Раковець) – wieś na Ukrainie, w  obwodzie iwanofrankiwskim, w rejonie bohorodczańskim.